# Stelco
Stelco  est une entreprise canadienne spécialisée dans la fabrication de l'acier. Rivale de longue date de Dofasco, elle est l'une des grandes aciéries canadiennes.
L'action était cotée avec le code STE à la bourse de Toronto.
En 1910, plusieurs petites aciéries fusionnèrent leurs activités pour devenir la Steel Company of Canada. À plusieurs reprises, elle a repoussé les tentatives de syndicalisation. En 1946, à la suite d'une grève importante, la United Steelworkers of America est parvenue à faire reconnaître son droit de représenter les membres auprès de la direction. 
Son siège social est situé à Hamilton, Ontario.
En plus de l'unité principale Hilton Works (nommée en l'honneur de Hugh Hilton, ancien PDG), elle opère Stelco McMaster Works (Contrecœur, Québec) et Stelwire and the Lake Erie Works (Nanticoke, Ontario). 

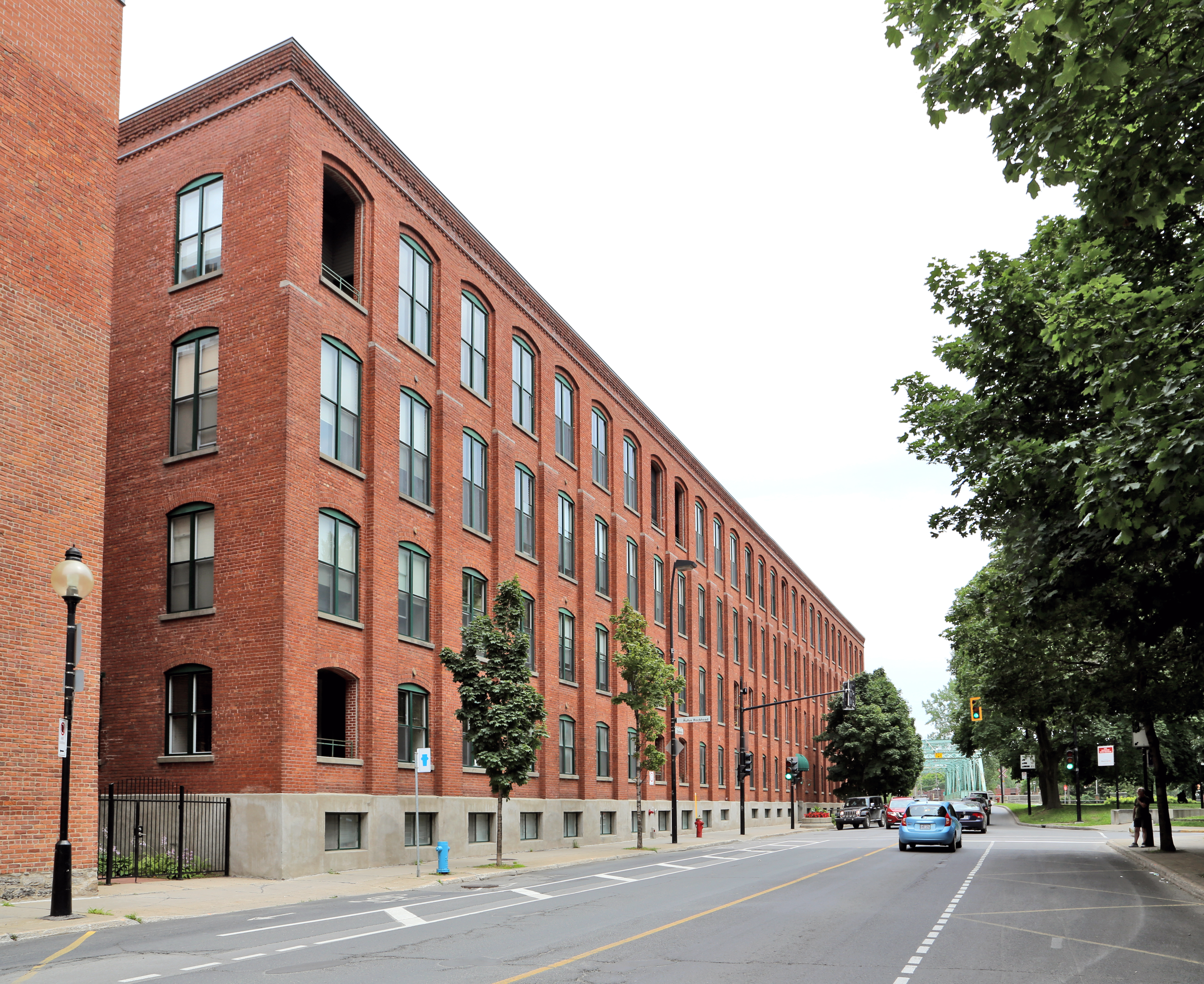
Ancienne usine Montreal Rolling Mills de Stelco, Montréal

En 2004, elle éprouve de graves problèmes financiers et se met à l'abri de ses créanciers. Le 31 mars 2006, elle se dégage de la protection de la Loi sur les arrangements avec les créanciers des compagnies. Pendant cette période, elle s'est restructurée en neuf divisions distinctes, tout en se départissant de différentes unités de production non essentielles.
En juin 2006, elle emploie 4 800 travailleurs.
Le 27 août 2007, U.S. Steel achète Stelco pour 1,9 milliard de dollars -1,1 milliard de dollars en cash, et reprenant 800 millions de dollars de dettes. L'affaire est conclue le 31 octobre 2007. La société est renommée U.S. Steel Canada Inc. et les actions sont retirées de la bourse de Toronto.
Une partie des archives de Stelco est conservée à Bibliothèque et Archives Canada, à l'Université Brock, et au Centre canadien d'architecture.

## Sources
- (en) Stelco.
- Le producteur d'acier Stelco Inc. réduit son personnel de 15 pour cent, La Presse canadienne, 2006-06-23.